# Universidad Emmanuel de Oradea
La Universidad Emmanuel de Oradea (en rumano: Universitatea Emanuel din Oradea) es una universidad privada bautista, ubicada en Bucarest, Rumania. Ella está afiliada a la Unión de Iglesias Cristianas Bautistas en Rumania.

## Historia
La universidad fue fundada en 1990 como el Instituto Bíblico Emanuel, por la Iglesia Bautista Emmanuel de Oradea. En 1998 tomó el nombre de Universidad Emanuel. Fue acreditada por el gobierno rumano en 2000.